# Noordelijk dwergvliesje
Het noordelijk dwergvliesje (Leptosporomyces septentrionalis) is een schimmel behorend tot de familie Atheliaceae. Het leeft op dood loofhout.

## Verspreiding
In Nederland komt het Noordelijk dwergvliesje zeldzaam voor.